# Euxoa clavigera
Euxoa clavigera är en fjärilsart som beskrevs av Dyar 1922. Euxoa clavigera ingår i släktet Euxoa och familjen nattflyn. Inga underarter finns listade i Catalogue of Life.